# Ultim@te Race Pro
Ultim@te Race Pro est un jeu vidéo de course développé par Kalisto et édité par MicroProse Software. Le jeu est sorti en 1997.

## Système de jeu
Le jeu propose 16 voitures sur 6 circuits, ainsi que le choix de la météo. Un mode multijoueur est également disponible.